# ウィリアム・ゴセット
ウィリアム・シーリー・ゴセット（William Sealy Gosset, 1876年6月13日カンタベリー - 1937年10月16日ビーコンズフィールド）は、イギリスの統計学者、醸造技術者で、ロナルド・フィッシャーと並ぶ推計統計学の開拓者。本名よりもペンネームのスチューデント (Student) で有名である。

## 生涯
ゴセットはオックスフォード大学ニューカレッジで化学と数学を学び、1899年にギネスビール社のダブリン醸造所に就職し、統計学の知識を醸造と農業（オオムギの改良）の両方に応用しながら実地の研究を重ねた。さらに、1906年から1907年にかけてカール・ピアソンの研究室で研究し1908年に論文を出したが、ピアソンはこれを重視していなかった。この論文は醸造技術者が関心を寄せる小標本の問題（サンプル数はあまり多くできないが、なるべく正確な答を得たい）に応えるものだったが、当時の生物測定学者（ゴルトン及びピアソンら）はそれよりもできるだけ多くの測定を行って正確な答を求めることを重視していたのである。
ギネスビール社では企業秘密の問題で社員が論文を出すことを禁止していたので、ゴセットは Student（スチューデント）というペンネームで論文を発表した。この彼の最も有名な業績はスチューデントのt分布と呼ばれる。1908年の「平均値の誤差の確率分布」（The probable error of a mean）を初めとして、ほとんどの論文がピアソンの主宰する "Biometrika" 誌に発表された。
また、ゴセットは大麦栽培の問題から「実験計画法では平均収量を上げるだけでなく、土壌や気候に影響され難い頑健な性質を備えた色々な品種の育種も目指すべきだ」という考えに行き着いた。なお、この原理に注目した統計学者には他にロナルド・エイルマー・フィッシャー（1920年代）と田口玄一（1950年代）がいる。
ゴセットは、1935年にダブリンからロンドンに新しく造られた醸造所に移り、その2年後の1937年に死去した。

## ピアソンおよびフィッシャーとの関わり
ゴセットによる小標本研究の重要性を見抜いたのはピアソンではなく、ロナルド・フィッシャーであった。ゴセットの見出した統計量に t という記号を充てたのもフィッシャーで、ゴセット自身は {\displaystyle z\left(={t \over {\sqrt {n-1}}}\right)}を用いていたが、フィッシャーが自分の自由度理論に合わせるために t に変えた。また、t分布を回帰分析に応用したのもフィッシャーである。
ピアソンとフィッシャーは論敵というべき仲だった（息子エゴン・ピアソンの代まで持ち越される）が、ゴセットは穏やかな人柄で、両者との交友関係を保ち続けた。